# Wil London
Wilbert "Wil" London III (ur. 17 sierpnia 1997 w Waco) – amerykański lekkoatleta specjalizujący się w biegach sprinterskich.
W 2016 w Bydgoszczy zdobył srebro w biegu na 400 metrów podczas mistrzostw świata juniorów, a wraz z kolegami z reprezentacji stanął na najwyższym stopniu podium sztafety 4 × 400 metrów. Rok później startował na mistrzostwach świata w Londynie, podczas których zdobył srebro w sztafecie 4 × 400 metrów, a indywidualnie dotarł do półfinału dystansu 400 metrów. W 2019 zdobył dwa złota (w sztafecie 4 × 400 metrów oraz w sztafecie mieszanej) podczas mistrzostw świata w Dosze; jak również srebrny medal igrzysk panamerykańskich (w sztafecie 4 × 400 metrów).
Medalista mistrzostw USA. Stawał na podium czempionatu NCAA.
Rekordy życiowe: bieg na 400 metrów (stadion) – 44,47 (24 czerwca 2017, Sacramento); bieg na 400 metrów (hala) – 45,19 (23 lutego 2019, Lubbock).

## Osiągnięcia
| Rok  | Impreza                     | Miejsce   | Konkurencja                   | Lokata     | Wynik   |
| ---- | --------------------------- | --------- | ----------------------------- | ---------- | ------- |
| 2016 | Mistrzostwa świata juniorów | Bydgoszcz | bieg na 400 m                 | 2. miejsce | 45,27   |
| 2016 | Mistrzostwa świata juniorów | Bydgoszcz | sztafeta 4 × 400 m            | 1. miejsce | 3:02,39 |
| 2017 | Mistrzostwa świata          | Londyn    | bieg na 400 m                 | półfinał   | 45,12   |
| 2017 | Mistrzostwa świata          | Londyn    | sztafeta 4 × 400 m            | 2. miejsce | 2:58,61 |
| 2019 | Mistrzostwa świata          | Doha      | sztafeta 4 × 400 m            | 1. miejsce | 2:56,69 |
| 2019 | Mistrzostwa świata          | Doha      | sztafeta mieszana (4 × 400 m) | 1. miejsce | 3:09,34 |
| 2019 | Igrzyska panamerykańskie    | Lima      | sztafeta 4 × 400 m            | 2. miejsce | 3:01,72 |